# De Pythiae oraculis
Il De Pythiae oraculis (Περὶ τοῦ μὴ χρᾶν ἔμμετρα νῦν τὴν Πυθίαν) è un trattato religioso compreso nei Moralia di Plutarco.

## Struttura
Il dialogo riguarda il tema per cui anche l'oracolo di Delfi, oltre ad altri oracoli beotici e greci, sembrano essere in qualche modo decaduti, secondo alcuni, perché non forniscono più i responsi in versi, ma in prosa.
Da ciò trae spunto la discussione, in cui l'autore sente il dovere di difendere l’oracolo, affermando che ora è soprattutto la gente comune, quella del popolo, a chiedere all'oracolo risposte sulla propria quotidianità. Ma tutto ciò non deve essere letto come impoverimento o svilimento del mistero delfico: l’epoca di pace e tranquillità ha reso le persone più inclini al privato che al pubblico, ma anche più serene. 
Del dialogo, sicuramente, va apprezzato il profondo senso di rispetto per la religiosità delfica, che emerge soprattutto nelle ultimissime pagine, in cui si ribadisce l’assoluta imperscrutabilità del divino, che parla per mezzo degli oracoli in modo sempre difficile.
Tra l'altro, oltre al suo ruolo di sacerdote, Plutarco conosceva benissimo la storia dell'oracolo, tanto da averli raccolti in un'opera perduta, Raccolta di oracoli (Χρησμῶν συναγωγή).